# 1.22.03.Acoustic
1.22.03.Acoustic – pierwszy album koncertowy amerykańskiego zespołu pop-rockowego Maroon 5. Zawiera on siedem utworów nagranych podczas amerykańskiej trasy koncertowej zespołu w The Hit Factory w Nowym Jorku. Początkowo planowano wydać album tylko w Stanach Zjednoczonych, ale po ogromnym sukcesie pierwszego albumu studyjnego Songs About Jane wydano go też w innych krajach. Album zawiera pięć utworów z pierwszego albumu zespołu oraz dwa covery The Beatles i AC/DC.

## Lista utworów
1. „This Love” – 4:15
2. „Sunday Morning” – 4:14
3. „She Will Be Loved” – 4:36
4. „Harder to Breathe” – 3:09
5. „The Sun” – 5:18
6. „If I Fell” – 3:23[a]
7. „Highway to Hell” – 4:30[b]

## Personel
- Mickey Madden – bass
- Michael McCoy – inżynier, producent, miksowanie
- James Valentine – gitara
- Adam Levine – wokal, gitara
- Ryan Dusick – perkusja, wokal
- Jesse Carmichael – pianino, gitara, wokal
- Leon Zervos – mastering

Opracowano na podstawie źródła: